# Прогресс (Кемеровская область)
Прогре́сс — деревня в Промышленновском районе Кемеровской области. Входит в состав Вагановского сельского поселения.

## География
Центральная часть населённого пункта расположена на высоте 269 м над уровнем моря.

## Население
| 2010 |
| ---- |
| 361  |

### Национальный состав
По данным Всероссийской переписи населения 2010 года, в деревне Прогресс проживало 361 человек (181 мужчина, 180 женщин).